# Licurgo (Arcádia)
Licurgo, na mitologia grega, foi um rei da Arcádia.
Licurgo o filho mais velho e sucessor de Aleu, filho de Afeidas.
Aleu teve três filhos, Licurgo, Amphidamas e Cefeu, e uma filha, Auge, que foi seduzida por Héracles quando este esteve em Tégea. Segundo Pseudo-Apolodoro, que não menciona Amphidamas, a esposa de Aleu e mãe de seus filhos era Neaera, filha de Pereus, filho de Élato e Laódice, filha de Cíniras.
Licurgo ficou famoso por matar à traição, e não em uma luta justa, um guerreiro chamado Areithous. Ele teve dois filhos, Anceu e Epochus; Epochus morreu de doença, e Anceu foi um dos argonautas e morreu na caçada ao javali de Calidão.
Licurgo viveu mais que seus filhos, morrendo em uma idade avançada, e foi sucedido por Équemo, filho de Aéropo, filho de Cefeu, filho de Aleu. Équemo foi sucedido por Agapenor, filho de Anceu, filho de Licurgo; foi Agapenor quem liderou as tropas da Arcádia na Guerra de Troia.